# Acnistus arborescens
Acnistus arborescens är en potatisväxtart som först beskrevs av Carl von Linné, och fick sitt nu gällande namn av Schlechtendal. Acnistus arborescens ingår i släktet Acnistus och familjen potatisväxter. Inga underarter finns listade i Catalogue of Life.

## Bildgalleri

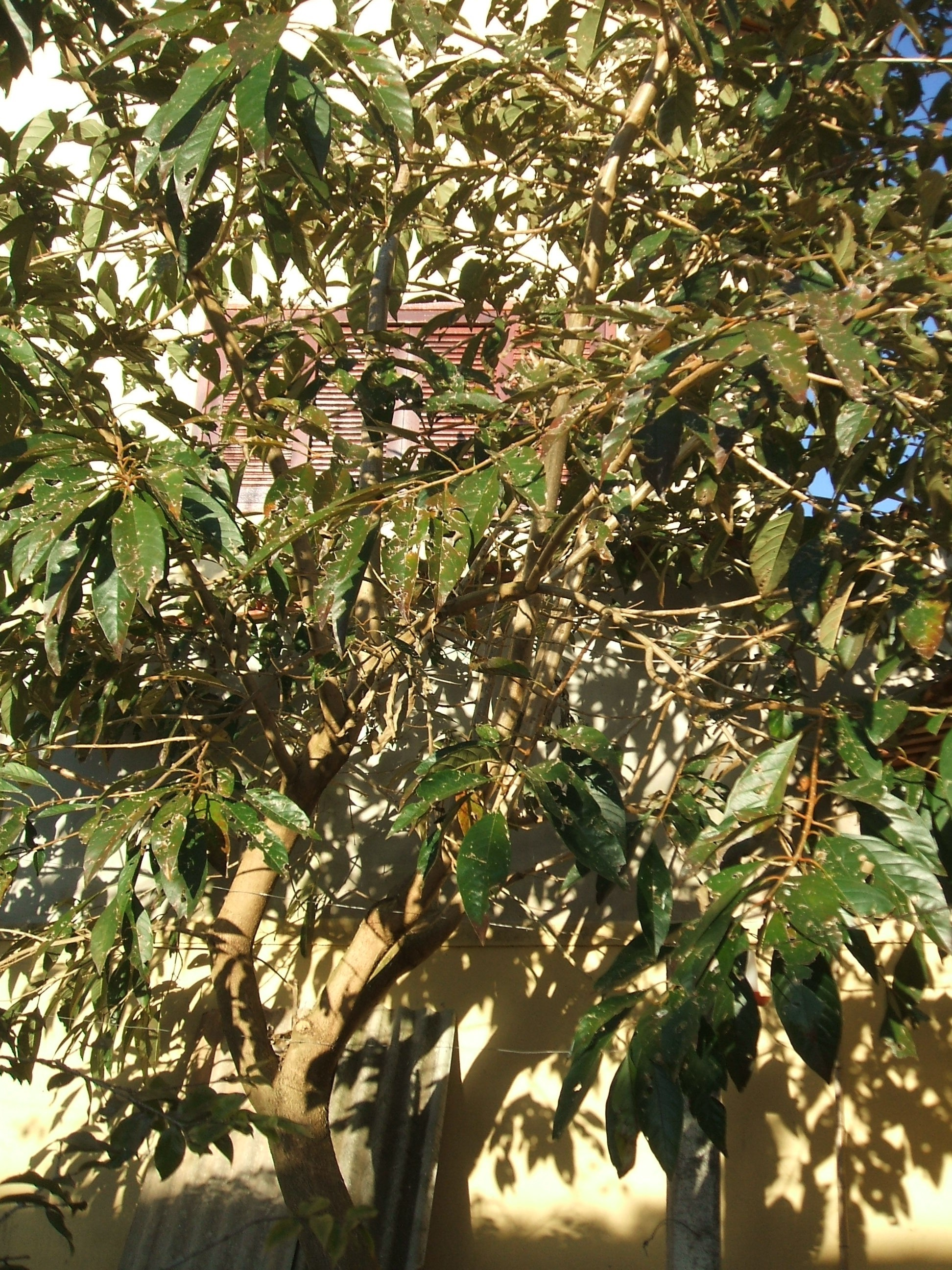
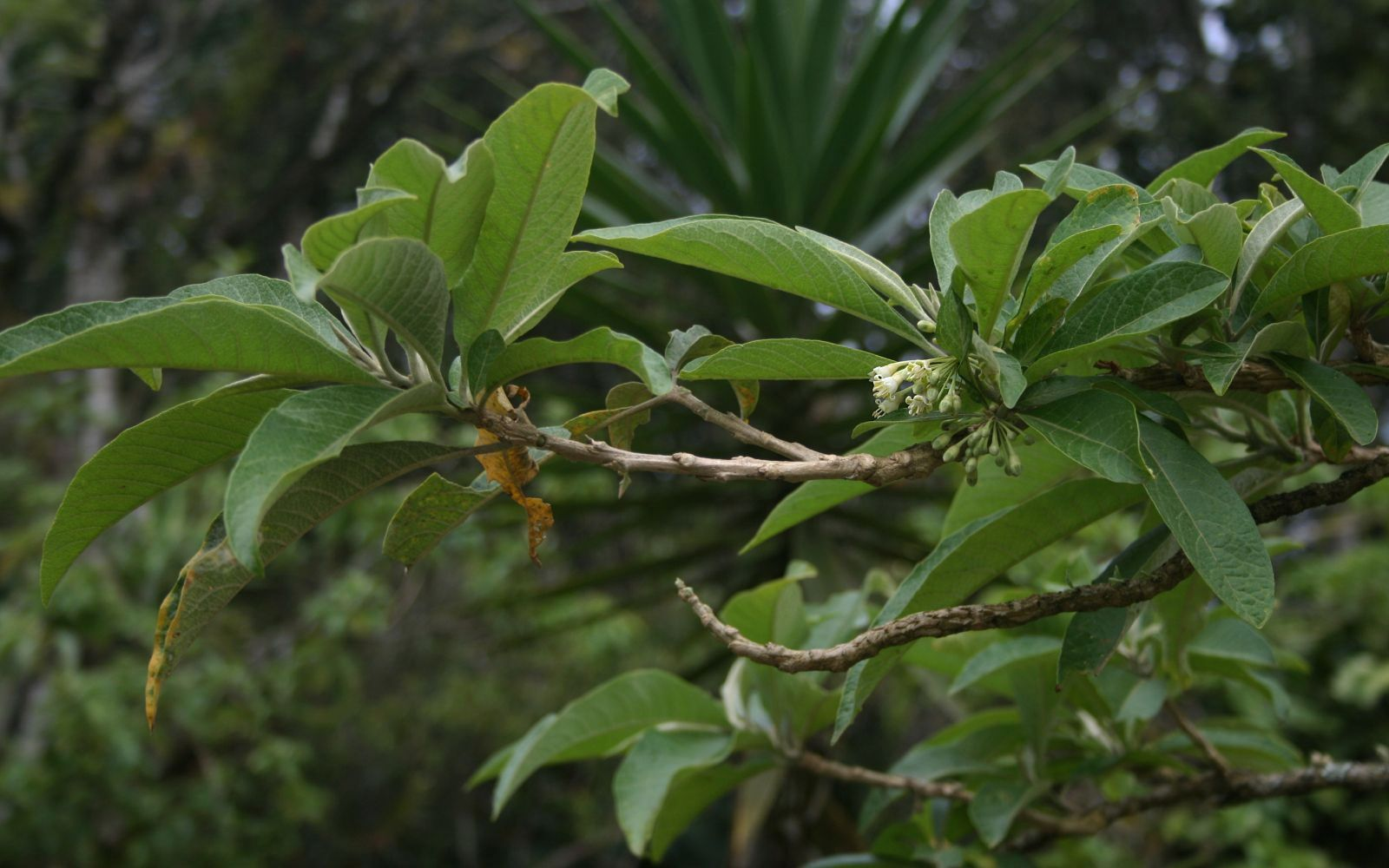